# Diacolação
Diacolação é um processo de extração derivado da lixiviação. O sistema funciona através de uma série de tubos compridos e estreitos, pelos quais, passam o líquido extrator sob pressão no produto a extrair.